# Антинян, Авак Вартанович
Ава́к Варта́нович Антиня́н (15 января 1917, Гамзачиман, Эриванская губерния — 18 октября 1989, там же) — участник Великой Отечественной войны, Герой Советского Союза, гвардии старшина.

## Биография
Авак Вартанович Антинян родился 15 января 1917 года в селе Гамзачиман (ныне Маргаовит в Лорийской области, Армения). Окончил 7 классов. Работал в колхозе родного села. В Красной армии с 8 декабря 1939 года, призван Кировоканским горвоенкоматом. Участник Великой Отечественной войны с июня 1941 года. Воевал на Южном, Северо-Западном и Воронежском фронтах в 1941—1943 годах.
Гвардии старшина Антинян занимал должность командира орудия 5-й батареи 353-го гвардейского истребительно-противотанкового артиллерийского Черновицкого Краснознамённого ордена Богдана Хмельницкого полка (8-го гвардейского механизированного корпуса, 1-й Гвардейской танковой армии. 1-го Украинского фронта).
Антинян особо отличился в боях за удержание плацдарма в районе города Ярослав (Польша) на левом берегу реки Сан 24 июля 1944 года при отражении трёх контратак противника его расчёт подбил шесть танков, самоходное орудие и уничтожил до взвода пехоты. 25 июля отбил две контратаки врага, нанеся ему значительный урон, лично подбив 18 вражеских танков за что и был представлен к званию Героя Советского Союза. Указом Президиума Верховного Совета СССР от 23 сентября 1944 года за образцовое выполнение боевых заданий командования на фронте борьбы с немецко-фашистским захватчиками и проявленные при этом мужество и героизм гвардии старшине Аваку Вартановичу Антиняну присвоено звание Героя Советского Союза с вручением ордена Ленина (№ 23473) и медали «Золотая Звезда» (№ 5311).
После войны демобилизован. Вернулся в родное село. Работал председателем Гамзачиманского сельсовета.

## Награды
- Медаль «Золотая Звезда» Героя Советского Союза (23.09.1944)[4]
- орден Ленина (23.09.1944)
- Два ордена Отечественной войны I степени (24.09.1943, 11.03.1985)
- Медали

## Память
Имя Героя носила пионерская дружина средней школы села Гамзачиман. На доме, где он родился, установлена мемориальная доска.